# البحرية الملكية الكندية
البحرية الملكية الكندية وهي القوات البحرية التي تحمي الأجواء البحرية لكندا وهي جزء من القوات المسلحة الكندية، تأسست هذه القوات في سنة 1910 وشاركت القوات البحرية الكندية في الحربين العالميتين وحرب الخليج الثانية وحرب أفغانستان وحرب الصومال هذه القوات هي جزء من حلف الناتو.

## معرض صور

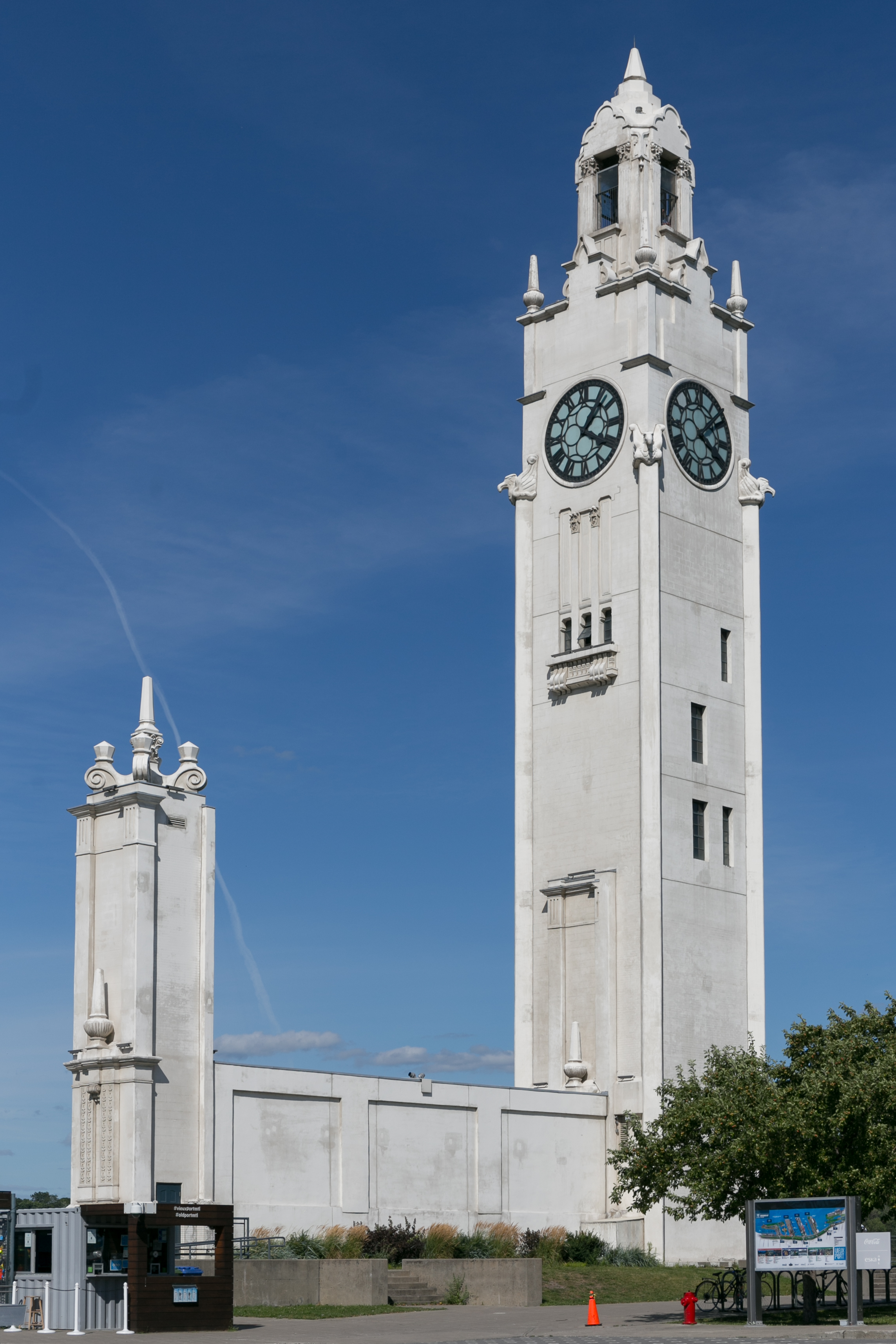
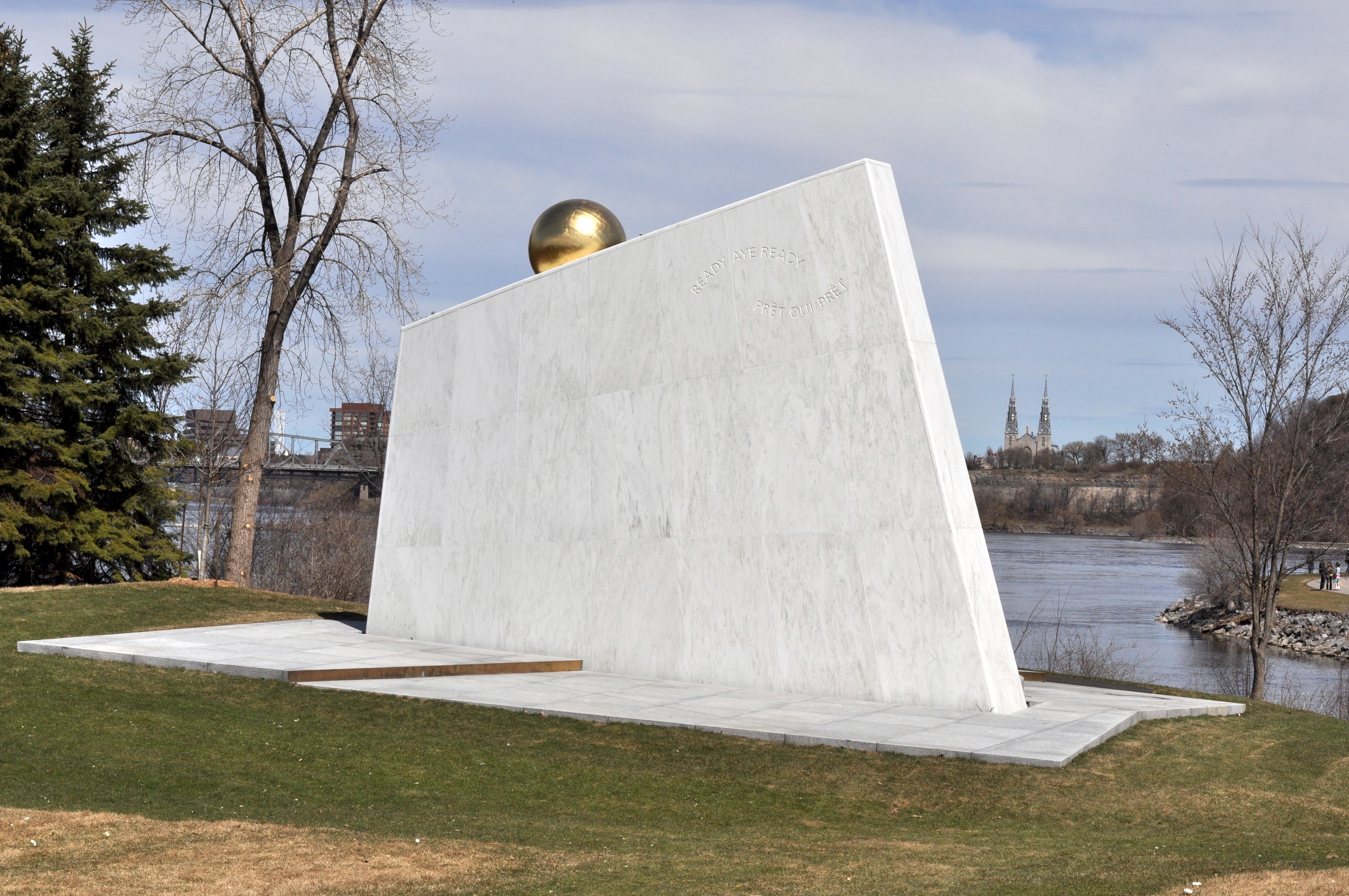
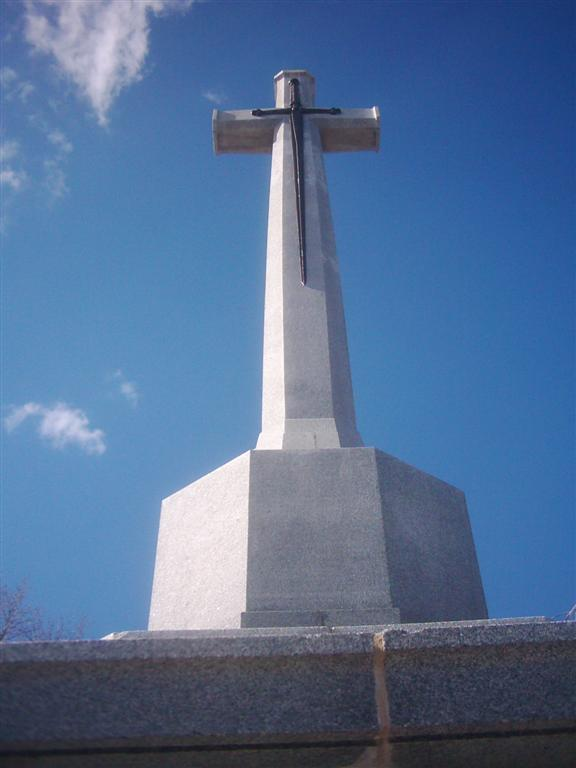
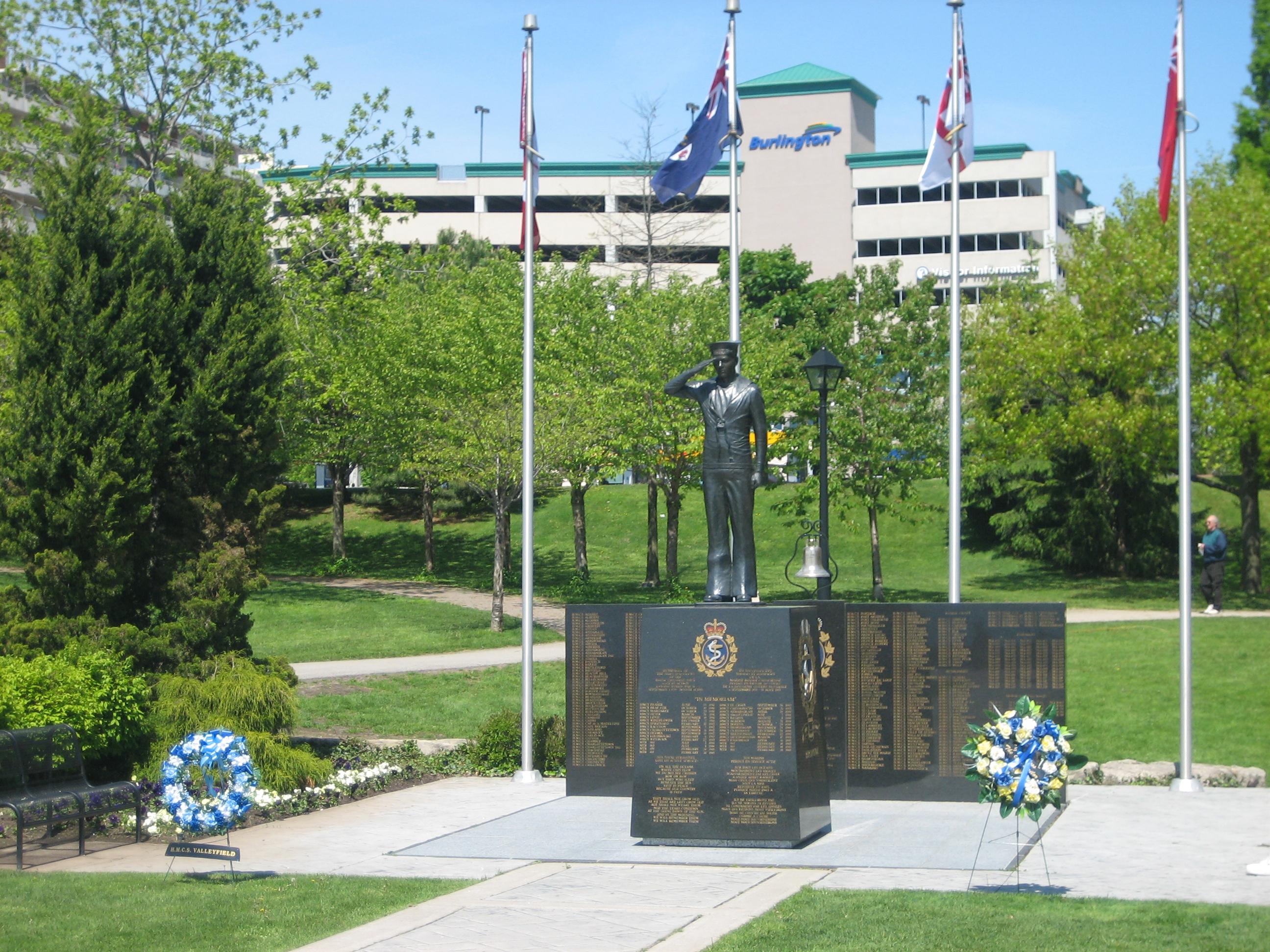